# The Open Championship 1981
In 1981 werd de 110e editie van het Brits Open van donderdag 16 - zondag 19 juli gespeeld op de Royal St George's Golf Club in Engeland. Het Brits Open werd ook in 1949 op deze baan gespeeld maar dat was voordat de Europese Tour bestond.
Negen voormalige winnaars deden mee. Severiano Ballesteros (1979)Bob Charles (1963), Tony Jacklin (1969), Johnny Miller (1976), Jack Nicklaus (1966, 1970, 1978), Arnold Palmer (1961, 1962), Lee Trevino (1971, 1972) en Tom Watson (1975, 1977, 1980) haalden de cut. Alleen Gary Player (1959, 1968, 1974) kwalificeerde zich niet voor het weekend.
De winnaar werd Bill Rodgers uit Texas. Hij speelde in 1973 de Walker Cup maar was verder niet bekend in Europa. Vanaf de tweede ronde stond hij aan de leiding. Hij begon aan de laatste ronde met een voorsprong van 5 slagen en eindigde met een voorsprong van 4 slagen. Op de 2de plaats eindigde de 23-jarige Bernhard Langer, die twee weken later het Duits Open in Hamburg won.
Voor Langer werd 1981 een topjaar. Hij was 1980 geëindigd met het winnen van de Dunlop Masters en had al zeven top-5 plaatsen behaald in 1981 voordat hij hier 2de werd. Drie weken later won hij het German Open in Hamburg voor eigen publiek en nog zes weken later won hij de Bob Hope British Classic.

## Top-10
| Nr | Speler          | Score           | Score | Prijs (£) |
| -- | --------------- | --------------- | ----- | --------- |
| 1  | Bill Rogers     | 72-66-67-71=276 | –4    | 25.000    |
| 2  | Bernhard Langer | 73-67-70-70=280 | par   | 17.500    |
| T3 | Raymond Floyd   | 74-70-69-70=283 | +3    | 11.750    |
| T3 | Mark James      | 72-70-68-73=283 | +3    | 11.750    |
| 5  | Sam Torrance    | 72-69-73-70=284 | +4    | 8.500     |
| T6 | Bruce Lietzke   | 76-69-71-69=285 | +5    | 7.750     |
| T6 | Manuel Piñero   | 73-74-68-70=285 | +5    | 7.750     |
| T8 | Howard Clark    | 72-76-70-68=286 | +6    | 6.500     |
| T8 | Ben Crenshaw    | 72-67-76-71=286 | +6    | 6.500     |
| T8 | Brian Jones     | 73-76-66-71=286 | +6    | 6.500     |

Vanaf 1970:
1970 ·
1971 ·
1972 ·
1973 ·
1974 ·
1975 ·
1976 ·
1977 ·
1978 ·
1979 ·
1980 ·
1981 ·
1982 ·
1983 ·
1984 ·
1985 ·
1986 ·
1987 ·
1988 ·
1989 ·
1990 ·
1991 ·
1992 ·
1993 ·
1994 ·
1995 ·
1996 ·
1997 ·
1998 ·
1999 ·
2000 ·
2001 ·
2002 ·
2003 ·
2004 ·
2005 ·
2006 ·
2007 ·
2008 ·
2009 ·
2010 ·
2011 ·
2012 ·
2013 ·
2014 ·
2015 ·
2016 ·
2017 ·
2018 ·
2019 ·
2020